# モンスター (爆風スランプの曲)
「モンスター」は1997年8月8日に発売された爆風スランプ31枚目のシングル。

## 概要
1997年にテクモから発売されたPlayStation用のゲームソフト『モンスターファーム』CM曲。本CDを「モンスターファーム」プレイ時、ゲーム機に入れると「サンプラザ」というレアモンスターが誕生する。ジャケットにはポケベルの2タッチ入力の数字列が書かれている。
片面シングルでありカップリング曲は未収録。

## 収録曲
1. モンスター
作詞：サンプラザ中野　作曲：パッパラー河合　編曲：爆風スランプ/西脇辰弥

## 収録アルバム
- ハードボイルド (#1、farm mix)